# Bad Cash Quartet
Bad Cash Quartet var ett svenskt indiepopband från Göteborg.

## Biografi
Bad Cash Quartet startade som ett Nirvana-coverband i början av 1990-talet när medlemmarna var elva år. Bandet hade fått ett kassettband med Bleach av en vän och utifrån den lärde de sig att spela låten "About a Girl".
Bandet kom som ett av 20 band till semifinal i Rockslaget 1996, men gick inte vidare.[källa behövs] Samma år singeldebuterade bandet med Drag Queen, vilken utgavs som 7"-singel på Dolores Recordings. Bandet bytte därefter skivbolag till Telegram Records Stockholm och 1997 gav man där ut ytterligare tre singlar: Amuse You, I Still Got My Shy Lips och Holiday in the Sun, där den sistnämnda var en cover på The Sex Pistols. 
I februari 1998 albumdebuterade gruppen med det självbetitlade Bad Cash Quartet, vilket inkluderade tre av de tidigare utgivna singlarna. Därefter följde en turné tillsammans med Broder Daniel. Albumet blev populärt, men sålde trots detta dåligt och skivbolaget valde att bryta med bandet.
Tre år senare, i september 2001, utkom bandets andra album Outcast. Skivan, som producerades av Kalle Gustafsson-Jerneholm och Pop-Lars, nådde plats nio på den svenska albumlistan. Från skivan släpptes också tre singlar: Big Day Coming, Too Bored to Die och Heart Attack. Big Day Coming nådde plats 60 på den svenska singellistan och Heart Attack plats 52. Skivan mottogs väl bland kritikerna.
Bandets tredje och sista album, Midnight Prayer utkom i augusti 2003. Skivan mottogs väl bland kritikerna och nådde en fjärdeplats på den svenska albumlistan. Albumet producerades av Gustafsson-Jerneholm, Pop-Lars och David Möllerstedt. Från skivan släpptes tre singlar: Dirty Days (2003), Midnight Prayer (2003) och Twenty Two (2004). Dirty Days nådde plats 13 på singellistan. B-sidan på singeln Twenty Two var en cover på The Bear Quartet, vilken också fanns med på tributskivan Money Talks (2004).
Bandet splittrades 2004. Efter splittringen fortsatte Jonas Lundqvist som soloartist och Martin Elisson och Adam Bolméus i Hästpojken.
2019 meddelade festivalen Gården att Bad Cash Quartet ska återförenas under festivalen samma år.

## Medlemmar
- Martin Elisson - sång
- Adam Bolméus - gitarr och sång
- Kalle von Hall - gitarr, keyboard och slagverk
- Carl Stephanson - bas
- Jonas Lundqvist - trummor

## Diskografi

### Album
- 1998 – Bad Cash Quartet
- 2001 – Outcast
- 2003 – Midnight Prayer

### Singlar
- 1996 – Drag Queen (b/w "I Dreamed a Dream", 7", Dolores Recordings)
- 1997 – Amuse You (b/w "Need Some Powerlead", CD, Telegram Records)
- 1997 – I Still Got My Shy Lips (b/w "Our Tragic Friendship", CD, Telegram Records)
- 1998 – Holiday in the Sun (b/w "Beergasm", CD, Telegram Records)
- 2001 – Big Day Coming (b/w "Outcast", CD, Big Day Records)
- 2001 – Too Bored to Die (b/w "On the Inside", CD, Telegram Records)
- 2001 – Heart Attack (b/w "You Talk a Hole in My Head", CD, Telegram Records)
- 2001 – Monday Morning (b/w "Can I Ever Be Calm", CD, Telegram Records)
- 2003 – Dirty Days (b/w "What Are You Waiting For", CD, Telegram Records)
- 2003 – Midnight Prayer (b/w "Can I Have Another Try", CD, Telegram Records)
- 2004 – Twenty Two (b/w "Put Me Back Together", CD, Telegram Records)

### Fotnoter
1. 1 2 3 4  ”Bad Cash Quartet”. Discogs.com. http://www.discogs.com/artist/Bad+Cash+Quartet. Läst 15 juni 2012.
2. ↑  Ericsson, Terry (december 1996). ”Bad Cash Quartet”. POP (21).
3. 1 2  ”Bad Cash Quartet”. Svensk mediedatabas. http://smdb.kb.se/catalog/search?q=bad+cash+quartet+typ%3Afonogram&sort=OLDEST. Läst 15 juni 2012.
4. 1 2  ”Radiodokumentären Festen fortsätter här del 9: Festen är här”. Sveriges Radio. Arkiverad från originalet den 6 juli 2013. https://archive.is/20130706115438/http://sverigesradio.se/sida/artikel.aspx?programid=4067&artikel=5497912. Läst 26 maj 2013.
5. ↑  Magnusson, Per (14 augusti 2003). ”Bad cash nya bön”. Aftonbladet. http://www.aftonbladet.se/nojesbladet/musik/article10388020.ab. Läst 26 maj 2013.
6. ↑  ”Outcast”. Discogs.com. http://www.discogs.com/Bad-Cash-Quartet-Outcast/release/1729011. Läst 15 juni 2012.
7. 1 2 3  ”Bad Cash Quartet”. Swedishcharts.com. http://swedishcharts.com/showitem.asp?interpret=Bad+Cash+Quartet&titel=Big+Day+Comming&cat=s. Läst 15 juni 2012.
8. ↑  ”Outcast”. Kritiker.se. http://kritiker.se/skivor/bad-cash-quartet/outcast/. Läst 15 juni 2012.
9. ↑  ”Midnight Prayer”. Kritiker.se. http://kritiker.se/skivor/bad-cash-quartet/midnight-prayer/. Läst 15 juni 2012.
10. ↑  ”Bad cash quartet gör comeback – återförenas efter 14 år”. SVT Nyheter. 22 februari 2019. https://www.svt.se/kultur/bad-cash-quartet-aterforenas-efter-14-ar. Läst 4 februari 2021.
11. ↑  ”Se Bad Cash Quartet på GÅRDEN 5-6 juni 2019 | Trädgårdsföreningen, Göteborg”. www.gardenfest.se. Arkiverad från originalet den 15 april 2019. https://web.archive.org/web/20190415172925/https://www.gardenfest.se/lineup/bad-cash-quartet. Läst 15 april 2019.